# Lója džirga

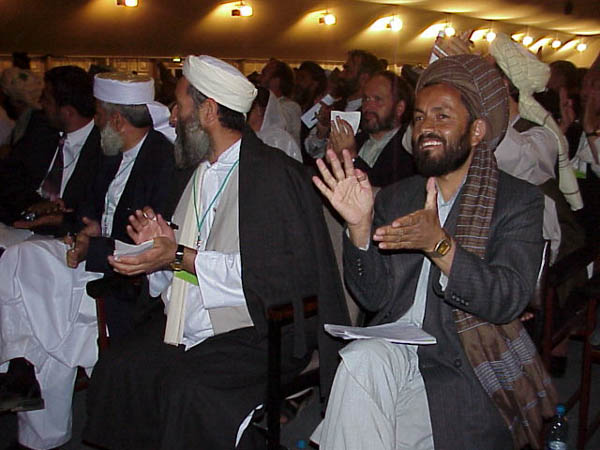
Lója džirga v roce 2002

Lója džirga (paštunsky لویه جرګه‎) (česky Velký kruh nebo Kruh vůdců) je paštúnská sociální instituce. Jedná se o shromáždění významných paštúnských vůdců, které je svoláváno při řešení významných událostí jako je volba krále (dnes prezidenta), přijetí ústavy nebo řešení mezikmenových sporů. V současnosti se mohou tohoto shromáždění účastnit i ostatní národy žijící v Afghánistánu nebo Pákistánu.

## Historie
V minulosti džirgu tvořili vůdci paštúnských kmenů, kteří řešili významné záležitosti. Tito vůdci seděli v kruhu, v jehož středu stál řečník, odtud se vžil i název "džirga", což znamená kruh. V současné době ji však tvoří nejen vůdcové, ale i všichni dospělí muži a vdovy významných osobností. Shromáždění předsedá nejváženější muž kmene. Shromáždění trvá do té doby, dokud nedojde k obecnému souhlasu. Usnesení tohoto shromáždění je závazné pro všechny členy dané komunity. Pokud nějaký kmen usnesení džirgy poruší, může být ostatními členy komunity potrestán. V případě vážného porušení mohou členové komunity sestavit tzv. Laškar (لښکر) armádu, která sjedná nápravu vojenskou silou.

## Významná shromáždění
- 1411 první známé shromáždění, které řešilo otázku migrace paštúnských kmenů.
- 1707 shromáždění svolané Mír Wais Hottakem
- 1747 shromáždění v Kandaháru určilo Ahmada Abdalího afghánským králem.
- 1928 shromáždění v provincii Paghmán řešilo hospodářské reformy krále Amanullaha Chána.
- 1930 shromáždění potvrdilo Mohammeda Nádira Šáha na afghánský trůn.
- 1941 vyhlášení neutrality
- 1964 schválení nové ústavy
- 1977 schválení nové ústavy - vláda jedné strany
- 1987 schválení komunistické ústavy (toto shromáždění bylo některými Afghánci prohlášeno za nelegitimní)
- 2001
- 2002
- 2003 návrh nové ústavy
- 2006
- 2009
- 2010